# Eugenia cyclophylla
Eugenia cyclophylla är en myrtenväxtart som beskrevs av Otto Karl Berg. Eugenia cyclophylla ingår i släktet Eugenia och familjen myrtenväxter. Inga underarter finns listade i Catalogue of Life.